# Sari Mällinen
Sari Mällinen, född 12 juli 1962 i Uleåborg, är en finländsk skådespelare. Hon är gift med Erkki Saarela och har två barn.

## Filmografi (urval)
- 1991 – Rölli – förfärliga berättelser
- 2003 – Eila
- 2005 – Tarpeettomia ihmisiä
- 2023 – Flykt & drömmar